# Ioan Deneș
Ioan Deneș (ur. 13 kwietnia 1968 w Spermezeu w okręgu Bistrița-Năsăud) – rumuński polityk, samorządowiec i menedżer, senator, w latach 2018–2019 minister gospodarki wodnej i leśnictwa.

## Życiorys
W 1988 ukończył szkołę średnią przemysłową ze specjalizacją w elektrotechnice. W latach 1988–1992 studiował mechanikę na Uniwersytecie Technicznym w Klużu-Napoce, w 1996 uzyskał uprawnienia nauczycielskie. Od 1988 do 1993 pracował jako elektryk na kolei, następnie do 1997 zatrudniony jako nauczyciel. W kolejnych latach był dyrektorem handlowym w przedsiębiorstwach.
Zaangażował się w działalność polityczną w ramach Partii Narodowo-Liberalnej, w 2014 przeszedł do  Partii Socjaldemokratycznej. Zasiadał w radzie miejskiej Beclean (2000–2004, 2007–2008) oraz w radzie okręgu Bistrița-Năsăud (2004–2006, 2008–2012). W 2012, 2016 i 2020 wybierany do Senatu. 29 stycznia 2018 powołany na stanowisko ministra gospodarki wodnej i leśnictwa w rządzie Vioriki Dăncili. Zakończył urzędowanie wraz z całym gabinetem w listopadzie 2019. 